# Blizzard Entertainment
Blizzard Entertainment, Inc. es una empresa desarrolladora y distribuidora de videojuegos estadounidense con sede en Irvine, California, propiedad de Activision Blizzard y fundada el 1 de febrero de 1994. Conocida y fundada originalmente como Silicon & Synapse en 1991, la empresa comenzó realizando portabilidades de juegos para otros estudios antes de desarrollar sus propios videojuegos en 1993, entre los que destacaron Rock N' Roll Racing y The Lost Vikings. En 1994 la compañía se renombró Blizzard Entertainment, Inc., su nombre actual, y poco después lanzó su primer gran éxito comercial, Warcraft: Orcs & Humans. Desde entonces, Blizzard ha logrado cosechar un gran éxito con las sagas Warcraft, Diablo y StarCraft, así como el MMORPG World of Warcraft, convirtiéndose en un referente de los géneros de estrategia en tiempo real y MMORPG.
El 9 de julio de 2008, Activision se fusionó con Vivendi Games, incluyendo a Blizzard en la compañía resultante, Activision Blizzard, pese a que Blizzard Entertainment se mantiene como una compañía que se gestiona de manera independiente. La empresa también administra un servicio gratuito de juego a través de internet llamado Blizzard Battle.net.

## Historia
Blizzard Entertainment fue fundada en febrero de 1991 por Michael Morhaime, Allen Adham, y Frank Pearce como Silicon & Synapse después de recibir los tres su título de grado por la UCLA. La empresa comenzó realizando portabilidades de juegos para otros estudios, como J.R.R. Tolkien's The Lord of the Rings, Vol. I y Battle Chess II: Chinese Chess. En 1993 la compañía desarrolló videojuegos como Rock N' Roll Racing y The Lost Vikings. Más tarde, en 1994, Silicon & Synapse fue comprada por la distribuidora Davidson & Associates por $6,75 millones. Ese mismo año renombraron la compañía a Chaos Studios, pero cambiaron el nombre de la empresa de videojuegos a Blizzard Entertainment Inc. debido a que ya existía otra empresa llamada Chaos. Poco después Blizzard lanzó su exitoso Warcraft: Orcs and Humans a través de Interplay Productions.
Blizzard ha cambiado su nombre en varias ocasiones desde entonces: Davidson fue adquirida junto a Sierra On-Line por una compañía llamada CUC International en 1996; la cual se fusionó con una franquicia hotelera, inmobiliaria y de alquiler de vehículos llamada HFS Corporation para formar Cendant en 1997. Un año después, en 1998, CUC fue vendida a la compañía francesa Havas por un escándalo de fraude y en ese mismo año Havas fue adquirida por Vivendi. Blizzard formó parte de la subsidiaria Vivendi Games, perteneciente al grupo homónimo, y en julio de 2008 esta filial se fusionó con Activision. La compañía resultante fue Activision Blizzard.
En 1996, Blizzard compró Condor Games, con quien estuvo trabajando en el desarrollo de Diablo por aquel momento. Condor fue renombrada Blizzard North y desde entonces ha desarrollado los juegos Diablo, Diablo II, y su paquete de expansión Diablo II: Lord of Destruction. Las oficinas de Blizzard North se encuentran en San Mateo, California.
Blizzard lanzó su servicio en línea Battle.net en enero de 1997 con el lanzamiento de Diablo. En 2002 Blizzard se hizo con los derechos de tres de sus primeros videojuegos lanzados como Silicon & Synapse y los relanzó para Game Boy Advance. En 2004, Blizzard abrió su oficina central en Europa en Vélizy, Yvelines, Francia. El 23 de noviembre de 2004, Blizzard lanzó su exitoso MMORPG World of Warcraft. El 16 de mayo de 2005 la compañía anunció la adquisición de Swingin' Ape Studios, una desarrolladora que ya había trabajado en StarCraft: Ghost. En 2008, Blizzard cambió sus oficinas centrales a 16215 Alton Parkway en Irvine, California.
El 28 de junio de 2008, durante la Worldwide Invitational en París, Blizzard anunció la tercera entrega de la serie Diablo. El 2 de diciembre de 2007, Blizzard oficialmente anunció su fusión con Activision, anuncio dado en diciembre de 2007, lo que significa que Blizzard Entertainment, junto con las otras empresas que forman parte de Vivendi Games, se engloban ahora en una nueva organización denominada Activision Blizzard.
El 13 de octubre de 2023 Microsoft adquirió definitivamente la empresa Activisión Blizzard King por un importe de 69.000 millones de dólares pasando a formar parte de Xbox Studios. El proceso fue largo y lleno de obstáculos.

## Juegos
1. The Lost Vikings (1992) - Juego de plataformas
2. Rock N' Roll Racing (1993) - Juego de carreras
3. Blackthorne (también llamado Blackhawk) (1994) - Juego de plataformas
4. The Death and Return of Superman (1994) - Beat 'em up de scroll horizontal
5. Warcraft: Orcs & Humans (1994) - Juego de estrategia en tiempo real de fantasía
6. Justice League Task Force (1995) - Juego de lucha uno contra uno
7. The Lost Vikings II (1995) - Juego de plataformas
8. Warcraft II: Tides of Darkness (1995) - Juego de estrategia en tiempo real de fantasía
9. Warcraft II: Beyond the Dark Portal (1996) - Expansión
10. Diablo (1997) - Juego de rol
11. StarCraft (1998) - Juego de estrategia en tiempo real de ciencia ficción
12. StarCraft: Brood War (1998) - Expansión
13. Warcraft II: Battle.net Edition (1999) - Relanzamiento
14. Diablo II (2000) - Juego de rol de acción
15. Diablo II: Lord of Destruction (2001) - Expansión
16. Warcraft III: Reign of Chaos (2002) - Juego de estrategia en tiempo real de fantasía
17. Warcraft III: The Frozen Throne (2003) - Expansión
18. Starcraft: Ghost (2003) - Juego RPG (Cancelado)
19. World of Warcraft (2004) (2006 Localización española) - Juego de rol multijugador masivo en línea (MMORPG)
20. World of Warcraft: The Burning Crusade (16 de enero de 2007) - Expansión
21. World of Warcraft: Wrath of the Lich King (13 de noviembre de 2008) - Expansión
22. Starcraft II: Wings of Liberty (Lanzado el 27 de julio de 2010) - Estrategia en tiempo real de ciencia ficción
23. World of Warcraft: Cataclysm (Lanzado el 7 de diciembre de 2010) - Expansión
24. Diablo III (Lanzado el 15 de mayo de 2012) - Juego de rol de acción
25. World of Warcraft: Mists of Pandaria (Lanzado el 25 de septiembre de 2012) - Expansión
26. StarCraft II: Heart of the Swarm (Lanzado el 12 de marzo de 2013) - Estrategia en tiempo real de ciencia ficción
27. Hearthstone: Heroes of Warcraft (Lanzado el 13 de marzo de 2014) - Estrategia de cartas
28. Diablo III: Reaper of souls (Lanzado el 25 de marzo de 2014) - Expansión
29. World of Warcraft: Warlords of Draenor (Lanzado el 13 de noviembre de 2014) - Expansión
30. Heroes of the Storm (Lanzado el 2 de junio de 2015) - MOBA
31. StarCraft II: Legacy of the Void (Lanzado el 10 de noviembre de 2015) - Expansión
32. Overwatch - (Lanzado el 24 de mayo de 2016) - Disparos en primera persona
33. World of Warcraft: Legión - (Lanzado el 30 de agosto de 2016) - Expansión
34. StarCraft Remastered - (Lanzado el 14 de agosto de 2017)
35. World of Warcraft: Battle for Azeroth - (Lanzado el 14 de agosto de 2018) - Expansión
36. Warcraft III: Reforged - (Lanzado el 28 de enero de 2020) - Remake de Warcraft III + Expansiones
37. World of Warcraft: Shadowlands - (Lanzado el 27 de octubre de 2020) - Expansión
38. Diablo II Resurrected - (Lanzado el 23 de septiembre de 2021)
39. Diablo Immortal - (Lanzado el 2 de junio de 2022)
40. Overwatch 2 - (Lanzado el 4 de octubre de 2022)
41. World of Warcraft: Dragonflight - (Lanzado el 28 de noviembre de 2022)
42. Diablo IV - (Lanzado el 6 de junio de 2023)
43. Warcraft Rumble - (Lanzado el 3 de noviembre de 2023)

## Tecnología

### Warden client
Blizzard ha implementado un software antitrampas llamado Warden Client. Está implementado en la mayoría de videojuegos multijugador en línea de Blizzard, como Diablo y World of Warcraft. En los Términos de Servicio contienen una cláusula en la que se aceptan los análisis de la RAM mientras se ejecuta el juego.
El cliente Warden escanea una pequeña parte del  código de los procesos en ejecución para determinar si se está ejecutando algún programa de terceros. El objetivo de esto es detectar y dirigirse a los jugadores que pueden estar intentando ejecutar códigos no firmados o programas de terceros en el juego. Esta determinación de los programas de terceros se realiza mediante el hashing de las cadenas escaneadas y la comparación del valor de hash con una lista de hashes que se supone corresponden a los programas de terceros prohibidos. Se cuestionó la confiabilidad de Warden para discernir correctamente las acciones legítimas y las ilegítimas cuando se prohibió a muchos usuarios de Linux después de que una actualización de Warden provocara un falso positivo a Cedega como un programa engañoso. Blizzard emitió una declaración en la que afirmaba que había identificado y restaurado correctamente todas las cuentas y les había acreditado el juego de 20 días. Warden escanea todos los procesos que se ejecutan en una computadora, no solo el juego, y posiblemente podría ejecutar lo que se consideraría información privada y otra información de identificación personal. Debido a estas exploraciones periféricas, Warden ha sido acusado de ser software espía y se ha topado con controversias entre los defensores de la privacidad.

### Battle.net 2.0
Blizzard lanzó su servicio renovado Battle.net en 2009. Este servicio permite a las personas que han comprado productos Blizzard (StarCraft, StarCraft II, Diablo II y Warcraft III, así como sus expansiones) descargar copias digitales de los juegos que han comprado, sin necesidad de poseer los productos en formato físico.
El 11 de noviembre de 2009, Blizzard requirió que todas las cuentas de World of Warcraft cambiaran a las cuentas de Battle.net. Esta transición significa que se puede acceder, descargar y jugar a todos los títulos actuales de Blizzard con un inicio de sesión de Battle.net singular.
Battle.net 2.0 es la plataforma de juegos de Blizzard, que ofrece a los jugadores una gran cantidad de características adicionales. Los jugadores pueden hacer un seguimiento de los logros de sus amigos, ver el historial de partidos, avatares, etc. Los jugadores pueden desbloquear una amplia gama de logros (recompensas por completar el contenido del juego) para los juegos de Blizzard.
El servicio permite a los jugadores chatear simultáneamente con jugadores de otros juegos de Blizzard. Por ejemplo, los jugadores ya no necesitan crear múltiples nombres de usuario o cuentas para la mayoría de los productos de Blizzard. Para habilitar la comunicación entre juegos, los jugadores deben convertirse en amigos de Battletag o Real ID. [cita requerida]